# 5394 Юрґенс
5394 Юрґенс (5394 Jurgens) — астероїд головного поясу, відкритий 6 березня 1986 року.
Тіссеранів параметр щодо Юпітера — 3,522.